# Фернандо Ріксен
Фернандо Ріксен (нід. Fernando Ricksen, нар. 27 липня 1976, Герлен, Нідерланди - 18 вересня 2019) — колишній нідерландський футболіст, що грав на позиції захисника.
Виступав, зокрема, за клуб «Рейнджерс», а також національну збірну Нідерландів.
Дворазовий чемпіон Шотландії. Дворазовий володар Кубка Шотландії. Дворазовий володар Кубка шотландської ліги. Чемпіон Росії. Володар Суперкубка Росії. Володар Кубка УЄФА. Володар Суперкубка УЄФА.
У віці 43 років помер від хвороби Шарко.

## Клубна кар'єра
У дорослому футболі дебютував 1993 року виступами за команду клубу «Фортуна» (Сіттард), в якій провів чотири сезони, взявши участь у 94 матчах чемпіонату.
Протягом 1997—2000 років захищав кольори команди клубу АЗ.
Своєю грою за останню команду привернув увагу представників тренерського штабу клубу «Рейнджерс», до складу якого приєднався 2000 року. Відіграв за команду з Глазго наступні шість сезонів своєї ігрової кар'єри. Більшість часу, проведеного у складі «Рейнджерс», був основним гравцем захисту команди. За цей час двічі виборював титул чемпіона Шотландії.
Протягом 2006—2009 років захищав кольори команди клубу «Зеніт». За цей час додав до переліку своїх трофеїв титул чемпіона Росії, ставав володарем Суперкубка Росії, володарем Кубка УЄФА.
Завершив професійну ігрову кар'єру у клубі «Фортуна», у складі якого вже виступав раніше. Прийшов до команди 2010 року, захищав її кольори до припинення виступів на професійному рівні у 2013.

## Виступи за збірну
2000 року дебютував в офіційних матчах у складі національної збірної Нідерландів. Протягом кар'єри у національній команді, яка тривала 4 роки, провів у формі головної команди країни 12 матчів.

## Досягнення

### Командні
- Чемпіон Шотландії:

«Рейнджерс»: 2002–2003, 2004–2005
- Володар Кубка Шотландії:

«Рейнджерс»: 2001–2002, 2002–2003
- Володар Кубка шотландської ліги:

«Рейнджерс»: 2001–2002, 2002–2003, 2004–2005
- Чемпіон Росії:

«Зеніт»: 2007
- Володар Суперкубка Росії:

«Зеніт»: 2008
- Володар Кубка УЄФА:

«Зеніт»: 2007–2008
- Володар Суперкубка УЄФА:

«Зеніт»: 2008

### Особисті
- Футболіст року в Шотландії:

2005